# Le mele del signor Peabody
Le mele del signor Peabody è il secondo libro per bambini scritto dalla cantante pop Madonna.
Pubblicato nel 2003 e illustrato da Loren Long, il libro è dedicato a tutti gli insegnanti.

## Trama
Il racconto è ispirato ad una storia della Kabbalah sul potere delle parole, e su come bisogna sceglierle attentamente per non ferire nessuno. Si svolge nel 1949 a Happville, Stati Uniti d'America. Il signor Peabody, l'amato insegnante di scuola elementare e allenatore di baseball, un giorno scopre che nel paese si è diffusa la voce che lo dipinge come un ladro. Per mettere a tacere le malelingue, tiene una lezione su come si devono scegliere attentamente le nostre parole per evitare di provocare danni agli altri. 

## Edizioni
- Madonna, Le mele del signor Peabody, traduzione di V. Raimondi, collana Kids, Feltrinelli,  p. 32.